# Gamō Katahide
Gamō Katahide (蒲生 賢秀?; 1534 – 26 maggio 1584) è stato un daimyō giapponese capo del clan Gamō.

## Biografia
Katahide era figlio di Gamō Sadahide. Inizialmente servitore di Rokkaku Yoshikata si unì a Oda Nobunaga nel 1568. Governava dal castello di Hino nella provincia di Ōmi e protesse la famiglia di Oda Nobunaga dopo la morte di quest'ultimo.
Fu succeduto dal figlio Gamō Ujisato.